# 特雷多齐奥
特雷多齐奥是意大利艾米利亚-罗马涅大区弗利-切塞纳省的一个镇，面积62.4平方公里，人口1,296人（2007年）。